# Чаркчи, Жаклин
Жаклин Чаркчи (тур. Jaklin Çarkçı, род. 1958) — турецкая оперная певица, обладательница голоса меццо-сопрано
.

## Биография
Родилась в Стамбуле в армянской семье. Отец Жаклин Жирайр был одним из первых солистов стамбульского оперного театра, он же познакомил с оперой свою дочь, когда она была ещё ребёнком. Жаклин окончила итальянский лицей в Стамбуле.
Профессиональная карьера Жаклин началась в 1988 году, когда она дебютировала в стамбульском оперном театре с партией Азучены из оперы Джузеппе Верди «Трубадур». После успешного выступления Чаркчи стала постоянной солисткой государственного театра оперы и балета. Чаркчи известна тем, что более 150 раз исполняла заглавную партию оперы «Кармен». В ходе концертных туров посетила Беларусь, Софию и Золотурн. В 1993 и 1994 годах становилась стипендиатом премии министерства культуры Турции. Работала в Италии, среди тех, с кем она сотрудничала в этот период были Роберт Вагнер, Роберто Бенци, Лукас Каритионс, Летиция Джавани и Джанкарло дель Монако. Также Чаркчи работала с Лейлой Генджер, Карло Бергонци и Джакомо Арагаль. В 2005 году в Италии выиграла певческий конкурс имени Умберто Джордано. Также она заняла первое место на певческом конкурсе имени Ренаты Тебальди, набрав 99,3 балла из 100.
Помимо турецкого, Чаркчи владеет латынью, армянским, итальянским, английским и испанским языками. Объём лёгких Чаркчи составляет 115 % (в среднем у людей 100 %), по её мнению, это позволяет ей петь лучше.

### Личная жизнь
Есть дочь Сирель Якупоглу, как и мать, является артисткой Стамбульского театра оперы и балета.